# 阿格朗恩
阿格朗恩（Aglon）是托爾金小說的中土大陸裡的一道狹窄的山隘。阿格朗恩位於多索尼安（Dorthonion）以西及海姆瑞恩（Himring）以東。阿格朗恩連向海姆拉德（Himlad）及洛斯蘭恩（Lothlann），是戰略重地，作為安格班（Angband）通往貝爾蘭（Beleriand）的東部通道。這裡由凱勒鞏（Celegorm）及庫路芬（Curufin）駐守，但第一紀元455年的班戈拉赫戰役（Dagor Bragollach）破壞了阿格朗恩隘口，凱勒鞏和庫路芬逃到納國斯隆德（Nargothrond）。稍後，梅斯羅斯（Maedhros）重新進駐阿格朗恩，但他在尼南斯·阿農迪亞德戰役（Nirnaeth Arnoediad）期間逃遁，阿格朗恩的防守再次中空。
第一紀元末的憤怒之戰（War of Wrath）摧毀了阿格朗恩。